# 1829 en musique classique
| \| • Retour à la chronologie générale de la musique classique • \| |
| Grèce • Rome • Haut Moyen Âge • VIIIe siècle • IXe siècle • Xe siècle • XIe siècle XIIe siècle • XIIIe siècle • XIVe siècle • XVe siècle • XVIe siècle • XVIIe siècle XVIIIe siècle • XIXe siècle • XXe siècle • XXIe siècle |
| • Retour à la chronologie générale de la musique classique • |

| Années en musique classique : 1826 - 1827 - 1828 - 1829 - 1830 - 1831 - 1832    |
| Décennies en musique classique : 1790 - 1800 - 1810 - 1820 - 1830 - 1840 - 1850 |

Cet article présente les faits marquants de l'année 1829 en musique.

## Événements

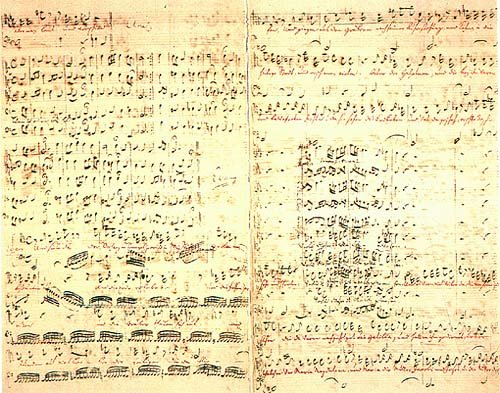
Manuscrit de la Passion selon saint Matthieu

- 26 février : Il giovedi grasso, opera buffa de Gaetano Donizetti, créé au Teatro del Fondo de Naples.
- 11 mars : la Passion selon saint Matthieu de Johann Sebastian Bach est jouée à Berlin sous la direction de Felix Mendelssohn.
- 3 août : Guillaume Tell, opéra de Gioachino Rossini, créé à Paris.
- 6 mai, l'Autrichien Cyrill Demian dépose le brevet de l'accordéon.
- 6 juillet : création de Elisabetta al castello di Kenilworth de Donizetti, au Teatro San Carlo de Naples[1].
- 19 novembre : création de I fidanzati de Pacini, au Teatro San Carlo de Naples[2].
- 20 novembre : création de Gl'Illinesi de Feliciano Strepponi, avec Caroline Ungher en Guido, au Teatro Grande de Trieste
- 22 décembre : Der Templer und die Jüdin, opéra d'Heinrich Marschner, créé à Leipzig.
- 26 décembre : création de Costantino in Arles de Giuseppe Persiani, à la Fenice de Venise.

Date indéterminée
- I rivali di se stessi, opéra de Michael William Balfe, créé à Palerme.
- Hector Berlioz publie ses Huit scènes de Faust op. 1 pour les envoyer à Goethe (voir La Damnation de Faust).
- Concerto pour piano, en fa dièse mineur, op. 1 de Norbert Burgmüller.

## Prix de Rome
1er Prix non attribué, 2e Prix : Eugène Prévost et Alexandre Montfort avec la cantate Cléopâtre. Hector Berlioz, qui concourait, n’obtint pas de prix.

## Naissances

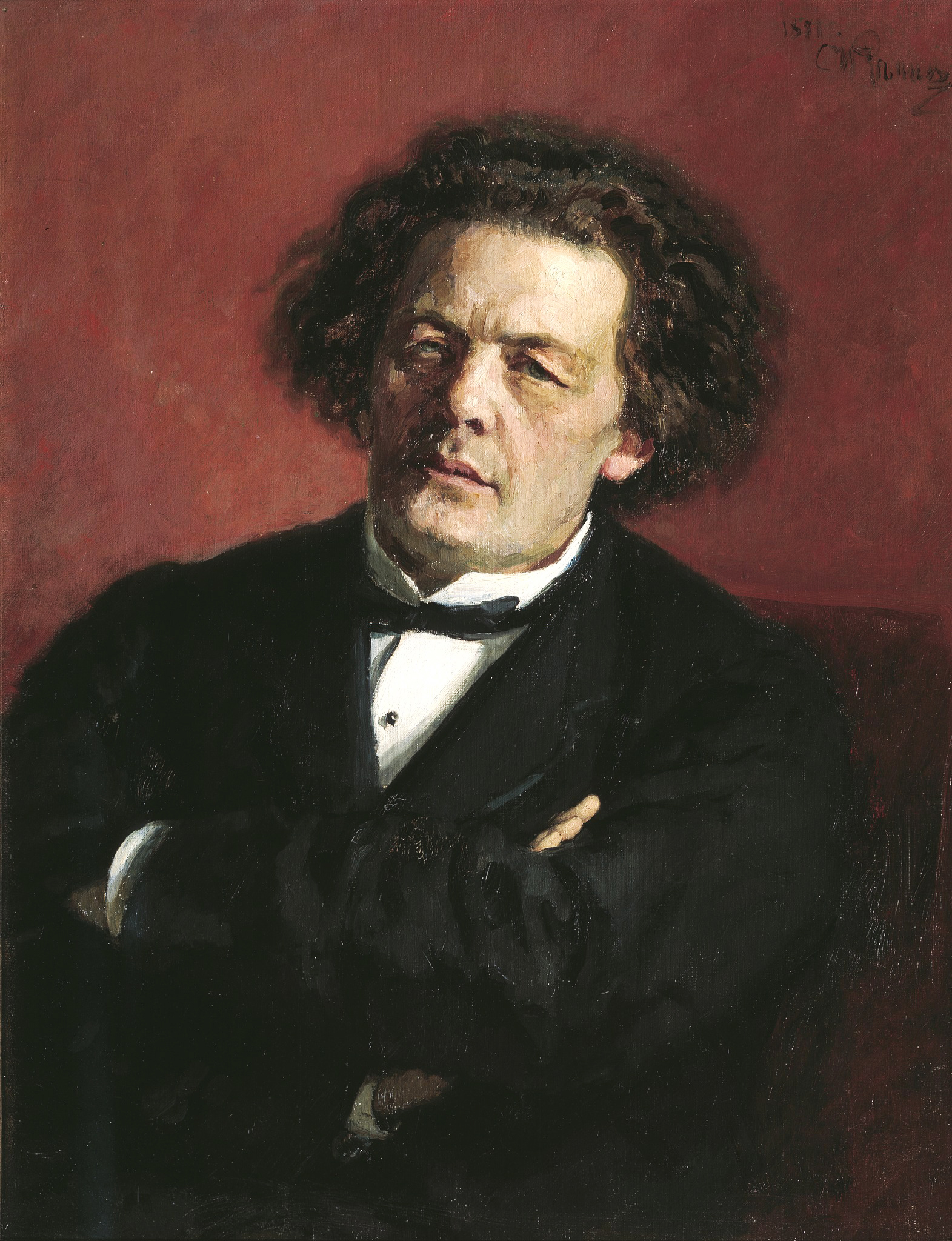
Anton Rubinstein

- 24 janvier : William Mason, compositeur, pédagogue et pianiste américain († 14 juillet 1908).
- 4 février : Paul de Richard d'Ivry, compositeur français († 18 décembre 1903).
- 12 février : Léonce Cohen, compositeur français († 25 février 1901).
- 17 mars : Léon Fossey, compositeur français († 1er février 1877).
- 16 avril : Domenico Mustafà, chanteur, chef de chœur et compositeur italien († 17 mars 1912).
- 8 mai : Louis Moreau Gottschalk, compositeur et pianiste américain († 18 décembre 1869).
- 12 mai : Pavlos Carrer, compositeur grec († 7 juin 1896).
- 19 mai : Eugène Sergent, organiste français († 15 avril 1900).
- 3 juin : 
  - Joseph Ascher, compositeur et pianiste néerlandais († 20 juin 1869).
  - Renaud de Vilbac, compositeur français († 19 mars 1884).
- 9 juin : Gaetano Braga, violoncelliste et compositeur italien († 21 novembre 1907).
- 11 juin : Horace-Rémy Poussard, violoniste français († 12 septembre 1887).
- 8 août : Émile Decombes, pianiste et pédagogue français († 6 mai 1912).
- 25 août : Carlo Acton, pianiste et compositeur italien († 2 février 1909).
- 28 août : Albert Hermann Dietrich, compositeur et chef d'orchestre allemand (° 20 novembre 1908).
- 1er novembre : Auguste Vincent, compositeur, pianiste et bibliophile français († 8 juillet 1888).
- 15 novembre : Frédéric Barbier, compositeur français († 12 février 1989).
- 27 novembre : Alfred Duru, librettiste d'opérettes († 28 décembre 1889).
- 28 novembre : Anton Rubinstein, pianiste, compositeur et chef d'orchestre russe († 20 novembre 1894).

## Décès

Maria Anna Mozart

- 26 janvier : Domingo Arquimbau, compositeur espagnol (° 1760).
- 7 février : Johann Georg Graeff, flûtiste et compositeur allemand (° 1762).
- 16 février : François-Joseph Gossec, compositeur français (° 17 janvier 1734).
- 8 mai : Mauro Giuliani, compositeur et guitariste italien (° 27 juillet 1781).
- 11 juin : Bernardo Porta, compositeur d'opéra italien (° 1758).
- 15 août : Christian Gottlieb Scheidler, compositeur allemand (° 26 novembre 1747).
- 12 septembre : Gustave Dugazon, compositeur français (° 1er février 1781).
- 29 octobre : Maria Anna Mozart, claveciniste, sœur de Wolfgang Amadeus Mozart (° 30 juillet 1751).
- 9 novembre : Jean-Xavier Lefèvre, clarinettiste français (° 6 mars 1763).
- 7 décembre : Madame Gonthier, comédienne et artiste lyrique française (° 4 mars 1747).
- 14 décembre : Luigi Marchesi, castrat italien (° 8 août 1755).
- 17 décembre : Bernard Jumentier, compositeur et maître de chapelle français (° 24 mars 1749).

Date indéterminée
- Frédéric Blasius, violoniste, clarinettiste, chef d'orchestre et compositeur français (° 24 avril 1758).
- Giovanni Maria Rubinelli, castrat italien (° 1753).